# Zena (Oklahoma)
Pour les articles homonymes, voir Zena.
Zena est une census-designated place de l'État américain de l'Oklahoma, dépendant administrativement du comté de Delaware.

## Démographie
Le recensement de population de 2000 mentionne 123 habitants, soit une densité de 14 hab/km2 .

## Géographie
Suivant le Bureau de Recensement des États-Unis (United States Census Bureau) la superficie de la ville est de 9,1 km2, dont 9,1 km2 de terres et 0,0 km2 de surface d'eau.

## Villes dans les environs
La figure ci-dessous représente les villes voisines dans un rayon de 12 km autour de Zena.

## Source
- (nl) Cet article est partiellement ou en totalité issu de l’article de Wikipédia en néerlandais intitulé « Zena (Oklahoma) » (voir la liste des auteurs).